# 47 ронини
„47 ронини“ (на английски: 47 Ronin) e американски фентъзи филм от 2013 г. на режисьора Карл Ринш (в режисьорския си дебют), по сценарий на Крис Морган и Хосейн Амини. Във филма участват Киану Рийвс, Хироюки Санада, Таданобу Асано, Ринко Кикучи и Ко Шибасаки.
Продуциран от „Хай Две Еф Ентъртейнмънт“, „Мид Атлантик Филмс“, „Моувинг Пикчър Къмпани“, „Стюбър Продъкшънс“ и „Релативити Медия“, премиерата на филма се състои в Япония на 6 декември 2013 г., преди да пуснат от „Юнивърсъл Пикчърс“ от 25 декември 2013 г. в Съединените щати.

## Актьорски състав
| Актьор              | Роля                 |
| ------------------- | -------------------- |
| Киану Рийвс         | Кай                  |
| Даниел Барбър       | Кай като тийнейджър  |
| Хироюки Шанада      | Оиши                 |
| Таданобу Асано      | Лорд Кира            |
| Ринко Кикучи        | Вещицата Мизуки      |
| Ко Шибасаки         | Мика                 |
| Ариса Маекава       | Мика като тийнейджър |
| Мин Танака          | Лорд Асано           |
| Кари-Хироюки Тагава | Шогун Цунайоши       |
| Джин Аканиши        | Чикара               |
| Масайоши Ханеда     | Йасуно               |

## В България
В България филмът е пуснат по кината на 27 декември 2013 г. от „Форум Филм България“.
На 28 април 2014 г. е издаден на DVD от „А Плюс Филмс“.
На 23 октомври 2017 г. е излъчен премиерно по „Би Ти Ви Синема“. Дублажът е на студио „Ви Ем Ес“. Екипът се състои от:
| Озвучаващи артисти  | Христина Ибришимова Станислав Димитров Николай Николов Стефан Сърчаджиев-Съра Момчил Степанов |
| Преводач            | Габриела Георгиева                                                                            |
| Тонрежисьор         | Георги Калудов                                                                                |
| Режисьор на дублажа | Радослав Рачев                                                                                |